# Икономика на Оман
Оман е държава със средни доходи, чиято икономика е малка, отворена и тежко зависима от наличието на все по-намаляващите ѝ нефтени залежи. Именно заради осезаемото изчерпване на природните ресурси, правителството се придържа към план, целящ диверсификация, индустриализация и приватизация, с ясната цел да бъде намален дялът на постъпленията от петролния сектор на 9% от БВП до 2020 г. Приоритетните отрасли за развитие са туризма и индустриалното производство, които биха спомогнали за осигуряване заетостта на нарастващата работна сила в близкоизточната държава. Въпреки увеличените разходи за подобряване на социалната среда, обвързани с протестите на населението (Арабската пролет), високите цени на нефтените продукти и увеличеното производство спомагат за осъществяването на плануваните инвестиции, пряко свързани с диверсификацията.

## Общ преглед
В исторически аспект Оман е бил средище на търговията между Азия и Близкия изток. Риболовът и селското стопанство са били основният поминък на населението.
Стратегическото разположение на полуостров Мусандам дава възможност да бъде контролирана земята, съседна на Ормузкия проток, през който се транспортира голям дял от световния петрол.
Икономиката на Оман се нарежда на 45-о място в света по свобода. Със сравнително ниските стойности на данъците и таксите, чуждестранните инвестиции са добре приети в множество дялове на стопанския живот. Въпреки това липсата на пазарна икономика и конкуренция се отразяват в по-високи нива на цените, което съчетано със силната зависимост от добива на нефт, поставя арабската държава под влиянието на външни шокове. След период на висок растеж между 2003 г. и 2008 г., през 2009 г. започва значително намаление на потока от чуждестранни капитали, както и редуциране на нови инвестиционни проекти.
Добре развит и разностранен е частният сектор, в това число индустриален, селскостопански, текстилен и туристически. Има висока активност в областта на минната дейност, добива на мед, преработката на нефт и производството на цимент. Фокусът е върху привличането на инвестиции в слабо развитите газови находища, производството на метали и химикали.
Прогнозите за растежа на БВП през 2013 г. сочат 4,2%, което е леко понижение в сравнение с 5-те процента година по-рано. Високото вътрешно търсене, експанзионистичната фискална политика и растежът на икономиката са предпоставки за бъдещия висок растеж от средно 5 % годишно в периода 2012 – 2017 г. Специално за нефтената индустрия за същия период се очаква 1,5 % средногодишен ръст.

## Пазар и конкуренция
Правителството на Оман осигурява свободната и честна търговия с редица закони в нейна полза. Предприети са мерки за окуражаване на местни и чуждестранни инвестиции. В ход е програма за цялостна или частична приватизация на компании – държавна собственост. Въведени са правила за регулиране на наемането на работа на чужди граждани, както и политики за „Оманизация“ на работната сила в частния сектор.
Анти-монополните органи са слабо развити. След приемането на нов закон през 1996 г., целящ разбиването на квази-монополните структури, създадени от семейството на султана, са налице предпоставки за наличие на повече конкуренция. Либерализирани са външнотърговските отношения, което е пряко свързано с приемането на страната в СТО през 2000 г.
Въпреки че Оман е по-слабо засегнат от световната криза, за разлика от другите държави в региона, централната банка предприема масирано инжектиране на ликвидни долари в местната банкова система. През януари 2009 г. е основан фонд възлизащ на 389 млн. долара, чиято цел е да стабилизира стоковия пазар, където правителството участва с 60%.

## Валута и инфлация
Оманският риал е закрепен към щатския долар от 1986 година. Исторически погледнато инфлацията в Оман винаги е била с ниски стойности, докато не започва да се покачва значително през 2005 година. Причината е именно в слабостта на американската валута, срещу тази в държавите, които са основен партньор за внос на арабската държава.
В макроикономически аспект икономиката н Оман запазва силните си позиции. Заради износът на нефтени продукти, развитието на газовите находища и растежа в други отрасли, БВП бележи ръст от 3% през 2009 г., резултиращ във високи бюджетни излишъци. Правителстовото се възползва от този факт, като намалява външния дълг, придобива чуждестранни активи и внася финансови средства в Главния държавен резервен фонд, играещ ролята на стабилизиращ фактор и гаранция за бъдещите поколения.

## Петролна индустрия
Преди да се превърне в успешен производител на нефт, султанатът се сблъсква с някои провали и пречки пред развитието му, когато първият открит кладенец се оказва сух. Въпреки че първото изследване през 1925 г. сочи, че няма наличие на нефтени находища, оманските геолози са окуражени от откритите залежи в близките до Оман държави. В крайна сметка упоритата работа и търпението се отплащат с откриването на природния ресурс. Първото откритие на петрол датира от 1956 г., по време на сондирането на кладенеца Мармул-I.
През 2011 г. дневното производство на суров петрол и кондензат възлиза на около 890 хил. барела (за сравнение количеството през 1972 г. е 300 хил. барела). Компаниите, занимаващи се с добиването на черното злато са 8: Petroleum Development Oman, Occidental Oman, Daleel Petroleum Company, PTTEM, DNO, Occidental Mukhaizna, CCED and Petrogas.
През 1982 г. е построена и първата рафинерия, изпълняваща целта да бъдат посрещнати нуждите на пазара от бензин, дизел, пропан-бутан и самолетно гориво – продукти с по-висока добавена стойност. Въвеждането ѝ в експлоатация е счетено за настъпването на нова ера в рафинирането на нефтени продукти в султаната. Първоначално планираният и капацитет е обработката на 50 хил. барела дневно, който след реконструкция е повишен до 106 хил. през 2007 г.
През 2006 г. е въведен в експлоатация с комерсиална цел друг комплексен проект за производство на бензин, дизел, пропан-бутан, самолетно гориво, нафта и сяра – рафинерията Сохар. Тя бива снабдявана с ресурси от Мина Ал Фахал, посредством 266 километров тръбопровод. Нейният капацитет е производството на 116 хил. барела дневно.

## Газова индустрия
Първото откритие на природен газ в близкоизточната държава датира от 1978 г. Нуждата от производство на енергия и обезсоляване на вода, спомага за усвояването на газовите залежи. Разбирането, че природното гориво е по-чист и природосъобразен източник на енергия, го прави по-желан, което от своя страна привлича повече внимание сред инвеститорите. Паралелно с това се изпълнява и планът за по-балансиран подход за икономически растеж.
През 2000 г. производството на природен газ надвишава местното търсене, което е фактор за решението той да бъде експортиран. Създадени са три съоръжения за компресирането му, с общ капацитет от 10 млн. тона годишно.
През 2012 г. 5 компании се занимават с производството на синьо гориво: Petroleum Development Oman, Occidental Oman, DNO, PTTEP Oman Company and Daleel Petroleum.